# Le Film d'animation des femmes d'Hamdallaye
Pour plus de détails, voir Fiche technique et Distribution.
Le Film d’animation des femmes d’Hamdallaye est un film réalisé en 1997.

## Synopsis
Les femmes du village répondent à l’invitation de s’aventurer dans un atelier de film d’animation. La rencontre est intense, elles se lancent immédiatement dans l’expression ludique de ce nouveau moyen d’expression. À la vue des images animées, elles associent un message : celui de la rencontre et des femmes réunies pour le développement de leur village. C’est dans ce sens qu’elles ont proposé les chants qui sonorisent le film.